# 1 Warszawska Dywizja Piechoty
Die 1 Warszawska Dywizja Piechoty (deutsch 1. Warschauer Infanterie-Division „Tadeusz Kościuszko“) war ein polnischer Großverband im Zweiten Weltkrieg, der von der Sowjetunion als Kern der danach formierten so genannten Berling-Armee (später 1. Armee) aufgestellt und unter dem Befehl der Roten Armee von 1943 bis 1945 an der Ostfront, überwiegend im Rahmen des Großverbands 1. Weißrussische Front, gegen die deutsche Wehrmacht eingesetzt wurde. Aus dieser ersten polnischen Infanteriedivision im Machtbereich der Sowjetunion entstand 1945 die Polnische Volksarmee (polnisch: Ludowe Wojsko Polskie).

## Geschichte
Gemäß einer Direktive von Joseph Stalin übernahm der im September 1939 von sowjetischen Truppen verhaftete und im Sonderlager Starobelsk gefangene Oberst Zygmunt Berling am 9. Mai 1943 den Befehl der neu bei Sielce an der Oka formierten polnischen Division, benannt nach Tadeusz Kościuszko. Bis zum Juni 1943 traten 16.000 Polen in die Division ein. Insbesondere die höheren Offiziersränge waren mit abkommandiertem Personal der Sowjetarmee besetzt.
Im September 1943 wurde die Division trotz geringen Ausbildungsstands an die Front verlegt. Am 12. und 13. Oktober 1943 fand während der Schlacht bei Lenino (Raum Smolensk) an der Westfront ein erster großer Kampfeinsatz der Division statt. Im Rahmen der sowjetischen 33. Armee (unter General W. N. Gordow) eingesetzt, sollten die Verteidigungsstellungen des deutschen XXXIX. Panzerkorps in Zusammenwirken mit der sowjetischen 42. und 290. Schützen-Division durchbrochen werden. Die Offensive wurde von der 233. Panzerbrigade unterstützt. Während der zweitägigen Kämpfe wurden die Orte Trigubowo und Polschukha besetzt. Die 42. Schützendivision nahm das Dorf Sukino, während die 290. Schützen-Division den Ort Lenino besetzte. Die Verluste der polnischen Division waren besonders schwer und erreichten 25 % der eingesetzten Sollstärke (502 Tote, 1776 Verwundete und 663 Vermisste); darauf wurde sie am 14. Oktober aus der Front gezogen.
Am 20. November wurde Brigadegeneral Wojciech Bewziuk mit der Führung der reorganisierten Division betraut. Im März 1944 war die Division Teil des polnischen 1. Armeekorps und wurde im Raum Shitomir und Berdytschiw eingesetzt. Ab 29. April 1944 wurde die Division der Weißrussischen Front unterstellt und überquerte beim Vorstoß nach Westen am 23. Juli 1944 den Fluss Bug. Infolge der Operation Bagration erreichte die Division Ende Juli 1944 die Weichsel bei Dęblin und beteiligte sich im Rahmen der polnischen 1. Armee (Generalleutnant Stanisław Popławski) zwischen dem 10. und 15. September 1944 am rechten Weichsel-Ufer an den Kämpfen um die Warschauer Vorstadt Praga.

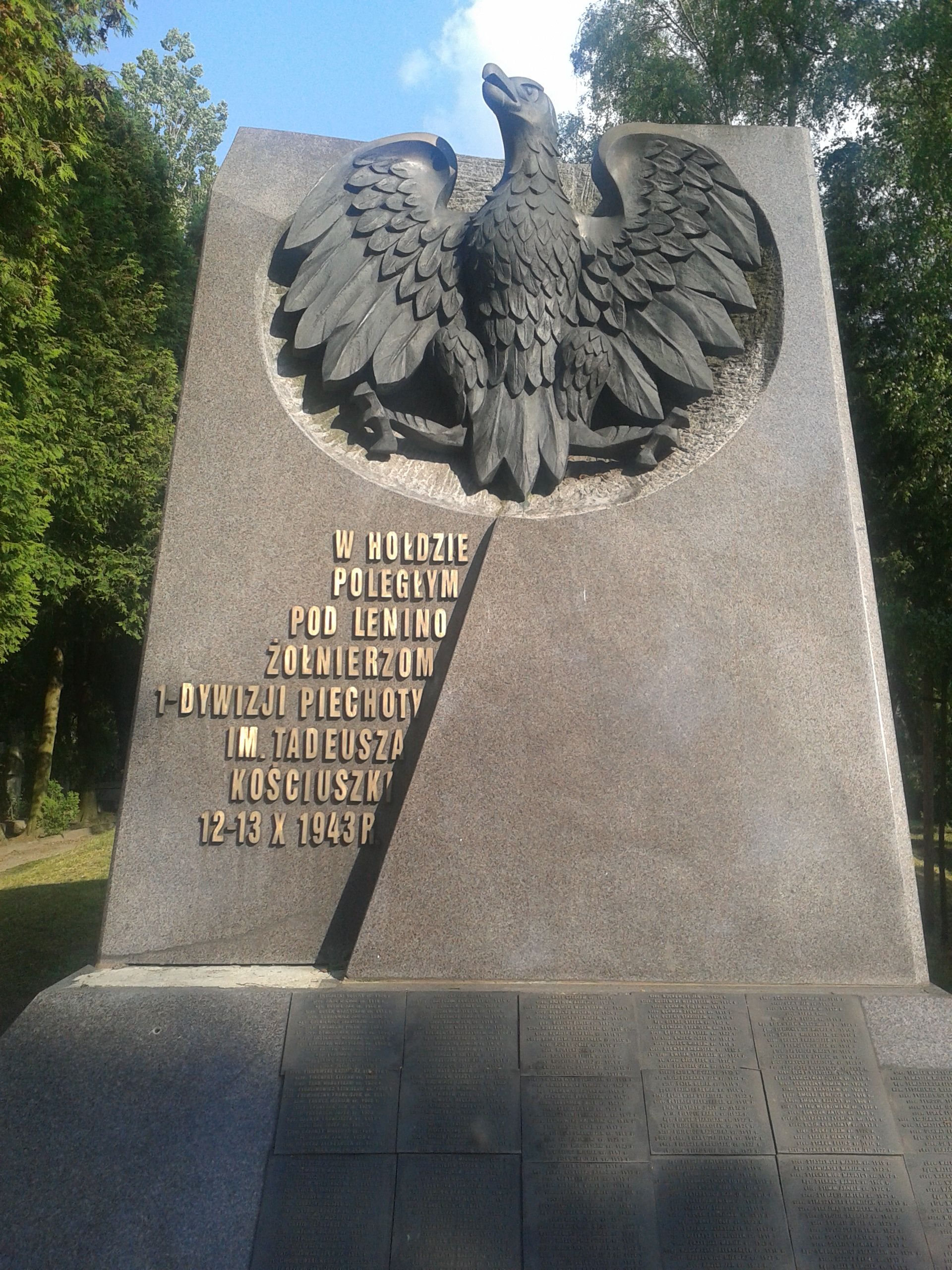
Divisionsdenkmal auf dem Powązki-Militärfriedhof in Warschau

Am 16. und 17. Januar 1945 kämpfte die Division bei der Weichsel-Oder-Operation zusammen mit der sowjetischen 47. und 61. Armee bei der Befreiung Warschaus.
Bei der  Berliner Operation und den vorausgehenden Kämpfen gegen die Heeresgruppe Mitte 1945 nahmen etwa 180.000 polnische Soldaten teil. Im Norden schirmte die polnische 1. Armee den äußeren Flügel der 1. Weißrussischen Front gegen die 3. Panzerarmee General Hasso von Manteuffels ab und überwand anschließend die Armeegruppe Steiner. Die polnische 2. Armee kämpfte derweil im Süden bei der 1. Ukrainischen Front gegen die Heeresgruppe Mitte unter Generalfeldmarschall Ferdinand Schörner.
Die Division „Tadeusz Kościuszko“ nahm Ende April 1945 als einzige polnische Formation neben der Roten Armee an der Schlacht um Berlin teil. Nachdem General Bewziuk seine Division in Richtung Oranienburg vorrücken ließ, wurde sie zur Unterstützung der sowjetischen 2. Garde-Panzerarmee des Generals Semjon Bogdanow ins Zentrum von Berlin abgelenkt. Die Division „Kościuszko“ kämpfte sich entlang der Neuen Kantstraße zum Karl-August-Platz vor. Sie nahm an der Einnahme der Technischen Hochschule, des S-Bahnhofs Tiergarten sowie vier weiterer U-Bahnhöfe teil.